# 도호쿠 지방의 난독 지명 목록
도호쿠 지방의 난독 지명 목록(東北地方の難読地名一覧)은 도호쿠 지방의 난독 지명의 목록이다.

## 도호쿠 지방의 난독 지명 목록
※ 시정촌 코드순

### 아오모리현
- 後萢 (우시로야치) - 아오모리시
- 浪岡大字王余魚沢 (나미오카오아자 가레이자와) - 아오모리시
- 博奕打ケ沢 (바쿠우치가사와) - 아오모리시 나미오카오아자요시우치의 고아자
- 雲谷 (모야) - 아오모리시
- 合浦 (갓포) - 아오모리시
- 青女子 (아오나고) - 히로사키시
- 電 (이카즈치) - 히로사키시 나카벳쇼의 고아자
- 狼森 (오이노모리) - 히로사키시
- 門外 (가도케) - 히로사키시
- 轡 (구쓰와) - 히로사키시
- 小比内 (산피나이) - 히로사키시
- 撫牛子 (나이조시) - 히로사키시
- 弘前 (히로사키) - 히로사키시
- 八戸 (하치노헤) - 하치노헤시
- 泥障作 (아오즈쿠리) - 하치노헤시
- 徒士町 (가치시정) - 하치노헤시
- 上盲久保 (가미메쿠보) - 하치노헤시
- 下盲久保 (시모메쿠보) - 하치노헤시
- 田面木 (다모노키) - 하치노헤시
- 不習 (나라와즈) - 하치노헤시
- 一日市 (히토이치) - 하치노헤시
- 不魚住 (우오스마즈) - 고쇼가와라시
- 十三五月女萢 (주산소코메야치) - 고쇼가와라시
- 三本木中掫 (산본기추세리) - 도와다시
- 苔畑 (고게하타) - 도와다시
- 大畑町木野部 (오하타정 기놋푸) - 무쓰시
- 九艘泊 (구소도마리) - 무쓰시 와키노사와의 고아자
- 牛潟町大田光 (우시가타정 오탓피) - 쓰가루시
- 鶴蝮 (쓰루바미) - 히가시쓰가루군 요모기타촌 나가시나의 고아자
- 三厩鐇泊 (민마야마사카리도마리) - 히가시쓰가루군 소토가하마정
- 三厩 (민마야 또 미우마야) - 히가시쓰가루군 소토가하마정
- 三厩梹榔 (민마야효로) - 히가시쓰가루군 소토가하마정
- 三厩東風泊 (민마야야마세도마리) - 히가시쓰가루군 소토가하마정
- 鴎島 (고메지마) - 히가시쓰가루군 히라나이정
- 風合瀬 (가소세) - 니시쓰가루군 후카우라정
- 驫木 (도도로키) - 니시쓰가루군 후카우라정
- 舮作 (헤나시) - 니시쓰가루군 후카우라정
- 小泊嗽沢 (고도마리우가이사와) - 기타쓰가루군 나카도마리정
- 馬門温泉 (마카도 온천) - 가미키타군 노헤지정
- 哘 (사소) - 가미키타군 시치노헤정
- 治部袋 (진바) - 가미키타군 시치노헤정
- 中岫東道添 (나카구키히가시미치조에) - 가미키타군 시치노헤정
- 犬落瀬 (이누오토세) - 가미키타군 로쿠노헤정
- 百目木 (도메키) - 가미키타군 요코하마정
- 大豆田 (마메다) - 가미키타군 요코하마정
- 数牛 (가소시) - 가미키타군 도호쿠정
- 枋木 (고보노키) - 가미키타군 도호쿠정
- 水喰 (미즈하미) - 가미키타군 도호쿠정
- 尾駮 (오부치) - 가미키타군 롯카쇼촌
- 鷹架 (다카호코) - 가미키타군 롯카쇼촌
- 奥入瀬 (오이라세) - 가미키타군 오이라세정
- 瓢 (후쿠베) - 가미키타군 오이라세정
- 奥戸 (오콧페) - 시모키타군 오마정
- 鹿橋 (시시파시) - 시모키타군 히가시도리촌 가마노사와의 고아자
- 尻労 (시쓰카리) - 시모키타군 히가시도리촌
- 易国間 (이코쿠마) - 시모키타군 가자마우라촌
- 毒久保 (부스쿠보) - 산노헤군 산노헤정 가이모리의 고아자
- 四戸 (시노헤) - 산노헤군 고노헤정 (→시토기시)
- 田子 (닷코) - 산노헤군 닷코정
- 埖渡 (고미와타리) - 산노헤군 난부정
- 狐平 (기쓰네피라) - 산노헤군 난부정 도야의 고아자
- 妻神沢 (사이노카미자와) - 산노헤군 난부정 도야의 고아자
- 苫米地 (도마베치) - 산노헤군 난부정
- 水閊 (미즈카이) - 산노헤군 난부정 도가의 고아자
- 盲転 (메쿠라코로바시) - 산노헤군 난부정 도야의 고아자
- 小舟渡 (고미나토) - 산노헤군 하시카미정 도부쓰의 고아자
- 階上 (하시카미) - 산노헤군 하시카미정
- 耳ヶ吠 (미미가호이) - 산노헤군 하시카미정 의 고아자
- 平佐窪 (헤자쿠보) - 산노헤군 고노헤정
- 狼子沢 (오이노코자와) - 산노헤군 고노헤정 아사미즈의 고아자
- 五百窪 (이오쿠보) - 산노헤군 고노헤정
- 豊間内 (도요마나이) - 산노헤군 고노헤정
- 皀窪 (사이카치쿠보) - 산노헤군 고노헤정 가미이치카와의 고아자

### 이와테현
- 雷田 (이카다) - 모리오카시 오토베의 고아자
- 神子塚 (이타코즈카) - 모리오카시 가미오타의 고아자
- 大ケ生 (오가유) - 모리오카시
- 金洗 (가나라이) - 모리오카시 가미이이오카의 고아자
- 櫃石 (가라토이시) - 모리오카시 미쓰와리의 고아자
- 川名 (간나) - 모리오카시 오토베의 고아자
- 北畑 (기타바타치) - 모리오카시 나가이의 고아자
- 厨川 (구리야가와) - 모리오카시
- 検断地 (게다지) - 모리오카시 나가이의 고아자
- 不来方 (고즈카타) - 모리오카시
- 牛尾草久保 (소데쿠보) - 모리오카시
- 繋 (쓰나기) - 모리오카시
- 遠目鏡森 (도오메가모리) - 모리오카시 오토베의 고아자
- 生畔 (나마구로) - 모리오카시 쓰시다의 고아자
- 夏焼 (나야기) - 모리오카시 오토베의 고아자
- 早俄上 (하가가리) - 모리오카시 이사리의 고아자
- 八掛 (핫케) - 모리오카시 나카오타의 고아자
- 半在家 (한자케) - 모리오카시 가미오타의 고아자
- 級沢 (마다사와) - 모리오카시
- 大豆門 (마메카도) - 모리오카시 시모요나이의 고아자
- 上米内 (가미요나이) - 모리오카시
- 下米内 (시모요나이) - 모리오카시
- 江繋 (에쓰나기) - 미야코시
- 上鼻 (간파나) - 미야코시
- 女遊戸 (오나쓰페) - 미야코시
- 重茂 (오모에) - 미야코시
- 花原市 (게바라이치) - 미야코시
- 磯鶏 (소케이) - 미야코시
- 魹ヶ崎 (도도가사키) - 미야코시
- 蟇目 (히키메) - 미야코시
- 袰屋 (호로야) - 미야코시
- 袰地 (호로치) - 미야코시
- 袰帯 (호로타이) - 미야코시
- 三陸町越喜来 (산리쿠정 오키라이) - 오후나토시
- 水鶏島 (구이나지마) - 오후나토시 아카사키정의 고아자
- 珊琥島 (산고지마) - 오후나토시 오후나토정의 고아자
- 二本枠 (니혼도) - 오후나토시 사카리정의 고아자
- 舞良 (모료) - 오후나토시 닷콘정의 고아자
- 砂子前 (유나고마에) - 오후나토시 오후나토정의 고아자
- 轆轤石 (로쿠로이시) - 오후나토시 이카와정의 고아자
- 上代 (완다이) - 오후나토시 히코로이치정의 고아자
- 合足 (앗타리) - 오후나토시 아카사키정의 고아자
- 甫嶺 (호레이) - 오후나토시 산리쿠정 오키라이의 고아자
- 大迫町 (오하사마정) - 하나마키시
- 蛇蜒蛆 (자노메리) - 하나마키시
- 鳥喰 (도리바네) - 하나마키시 도도로키의 고아자
- 葹田 (나모미다) - 하나마키시 오타의 고아자
- 林光田 (리고다) - 하나마키시
- 夏油 (게토) - 기타카미시
- 比久尼沢 (비쿠리자와) - 기타카미시 아이사리정의 고아자
- 北霻霳 (기타호료) - 기타카미시
- 南霻霳 (미나미호료) - 기타카미시
- 六日市 (무요카이치) - 기타카미시
- 柳上 (요슈) - 기타카미시 오니야나기정의 고아자
- 女供 (오나도모) - 구지시
- 𣕚の木 (다모노키) - 구지시
- 麦生 (무교) - 구지시
- 浜埜 (하마야) - 구지시
- 附馬牛町安居台 (쓰키모시정 아오다이) - 도노시
- 石羽根 (이지바네) - 도노시 쓰키모우시정 시모쓰키모우시의 고아자
- 小原田 (고라다) - 도노시 가미고정 호소고에의 고아자
- 蒻沢 (고고미사와) - 도노시 오토모정의 고아자
- 埖淵 (고미부치) - 도노시 미야모리정 시모마스자와의 고아자
- 椛川目 (가바카메) - 도노시 미야모리정 닷소베의 고아자
- 上楡木 (가미타모노키) - 도노시 미야모리정 가미미야모리의 고아자
- 拾戸 (주노헤) - 도노시
- 清水 (스지) - 도노시 미야모리정 닷소베의 고아자
- 田下 (단게) - 도노시 미야모리정 시모미야모리의 고아자
- 且の鼻 (단노하나) - 도노시 아야오리정 시모아야오리의 고아자
- 附馬牛町 (쓰키모우시정) - 도노시
- 柈生 (하노키바에) - 도노시
- 馬通田 (마카이다) - 도노시 아야오리정 가미아야오리의 고아자
- 大豆畑 (만바타) - 도노시 미야모리정 닷소베의 고아자
- 綾織町鵢崎 (아야오리정 미사자키) - 도노시
- 蓬畑 (유바타) - 도노시 아야오리정 미사자키의 고아자
- 涌口 (왓쿠치) - 도노시 미야모리정 닷소베의 고아자
- 上台 (완다이) - 도노시 미야모리정 시모미야모리의 고아자
- 上町 (완마치) - 도노시 미야모리정 가미마스자와의 고아자
- 赤荻 (아코오기) - 이치노세키시
- 大母 (오하) - 이치노세키시 후지사와정 후지사와의 고아자
- 丑子渕 (우스코부치) - 이치노세키시 후지사와정 후지사와의 고아자
- 夘南田 (우난다) - 이치노세키시 센마야정 기요타의 고아자
- 運遖 (운난) - 이치노세키시 하나이즈미정 하나이즈미의 고아자
- 大宝城 (오보키) - 이치노세키시 후지사와정 호로와의 고아자
- 紙生里 (가미아가리) - 이치노세키시 히가시야마정 다코즈의 고아자
- 川崎町門崎 (가와사키정 간자키) - 이치노세키시
- 北十軒街 (기타줏켄코지) - 이치노세키시
- 口袋 (구즈) - 이치노세키시 아코오기의 고아자
- 檞 (구누기) - 이치노세키시 후지사와정 도쿠다의 고아자
- 熊ノ垣内 (구마노카쿠치) - 이치노세키시 다이토정 오키타의 고아자
- 越河 (고스고) - 이치노세키시 하기쇼의 고아자
- 桜街 (사쿠라코지) - 이치노세키시
- 寒沢 (사푸사와) - 이치노세키시 다이토정 사루사와의 고아자
- 四度花山 (시도케야마) - 이치노세키시 겐비정의 고아자
- 下忽滑沢 (시모누카리자와) - 이치노세키시 하기쇼의 고아자
- 宿通向 (슈쿠노카요무카이) - 이치노세키시 다이토정 사루사와의 고아자
- 千厩町千厩 (센마야정 센마야) - 이치노세키시
- 東山町田河津 (히가시야마정 다코즈) - 이치노세키시
- 躑躅 (쓰쓰지) - 이치노세키시 센마야정 이와시미즈의 고아자
- 榴 (쓰쓰지) - 이치노세키시 후지사와정 후지사와의 고아자
- 尖ノ森 (도기노모리) - 이치노세키시 센마야정 고나시의 고아자
- 塒 (도야) - 이치노세키시 후지사와정 도쿠다의 고아자
- 塒ケ森 (도야모리) - 이치노세키시 후지사와정 후지사와의 고아자
- 唱石 (나루이시) - 이치노세키시 후지사와정 도쿠다의 고아자
- 架場 (하세바) - 이치노세키시
- 姥田 (반다) - 이치노세키시 센마야정 이와시미즈의 고아자
- 𣟧輪田 (히시와다) - 이치노세키시 하나이즈미정 가자와의 고아자
- 古川 (후카) - 이치노세키시 후지사와정 후지사와의 고아자
- 百連畑 (호로바타케) - 이치노세키시 가와사키정 우스기누의 고아자
- 雪洞 (본보리) - 이치노세키시 다이토정 오하라의 고아자
- 祭畤 (마쓰루베) - 이치노세키시 겐비정의 고아자
- 御手洗 (미타라세) - 이치노세키시 가와사키정 우스기누의 고아자
- 融実 (유노미) - 이치노세키시 센마야정 기요타의 고아자
- 魚集 (요마쓰베) - 이치노세키시 다이토정 스리사와의 고아자
- 束稲 (다바시네) - 이치노세키시 히가시야마정 다코즈의 고아자・히라이즈미정 나가시마의 고아자
- 越戸内 (옷토치) - 리쿠젠타카타시 야하기정의 고아자
- 大嶋部 (오시맛페) - 리쿠젠타카타시 야하기정의 고아자
- 小嶋部 (고시맛페) - 리쿠젠타카타시 야하기정의 고아자
- 生出 (오이데) - 리쿠젠타카타시 야하기정의 지구
- 上長部 (가미오사베) - 리쿠젠타카타시 게센정의 고아자
- 唯出 (다다이데) - 리쿠젠타카타시 오토모정의 고아자
- 長砂 (나가스카) - 리쿠젠타카타시 다카타정의 고아자
- 福伏 (후풋시)  - 리쿠젠타카타시 게센정의 고아자
- 鵜住居町 (우노스마이정) - 가마이시시
- 女遊部 (오나쓰베) - 가마이시시 료이시정의 지구
- 花露辺 (게로베) - 가마이시시 도니정의 고아자
- 能舟木 (요이나기 또 요이후나기) - 가마이시시 하시노정의 지구
- 安比 (앗피) - 니노헤시
- 江牛 (에로스) - 니노헤시 조보지정의 지구
- 狼穴 (오이노아나) - 니노헤시 이시키리도코로의 고아자
- 嘔ノ坂 (오노사카) - 니노헤시 니타도리의 고아자
- 枋ノ木 (고부노키) - 니노헤시 이시키리도코로의 고아자
- 皀角田 (사이카쿠타) - 니노헤시 앗피의 고아자
- 季ケ平 (시모가타이라) - 니노헤시 조보지정의 고아자
- 高曲原 (다카마기하라) - 니노헤시 조보지정의 지구
- 鍔内 (쓰바나이) - 니노헤시 시모토마이의 고아자
- 鐺倉 (나베쿠라) - 니노헤시 이시키리도코로의 고아자
- 海上 (가이쇼) - 니노헤시 조보지정의 고아자
- 爾薩体村 (니삿타이촌) - 니노헤시
- 大更 (오부케) - 하치만타이시
- 叺田 (가마스다) - 하치만타이시
- 胆沢 (이사와) - 오슈시
- 宇津揆根 (우쓰구네) - 오슈시 마에사와시라야마의 고아자
- 衣川畦畑 (고로모가와우네하타) - 오슈시
- 大歩 (오아고) - 오슈시 이사와와카야나기의 고아자
- 江刺愛宕 (에사시오다키) - 오슈시
- 主計谷地 (가지야치) - 오슈시 이시와오야마의 고아자
- 上狼ケ志田 (가미오에나시다) - 오슈시 이시와오야마의 고아자
- 前沢衣関 (마에사와키누토메) - 오슈시
- 水沢虚空蔵小路 (미즈사와코쿠조코지) - 오슈시
- 衣川十一ケ銘 (고로모가와주잇칸메) - 오슈시
- 皀角 (사이카치) - 오슈시 에사시오다키의 고아자
- 水沢内匠田 (미즈사와타쿠미다) - 오슈시
- 登満羽毛 (도만파케) - 오슈시 마에사와세이보의 지구
- 西風 (나라이) - 오슈시 이시와와카야나기, 에사시이데의 고아자
- 下西風 (시모나라이) - 오슈시 에사시히로세의 고아자
- 北風 (나라이) - 오슈시 에사시타와라의 고아자
- 衣川西風山 (고로모가와나레야마) - 오슈시
- 人首町 (히토카베마치) - 오슈시 에사시요네사토의 고아자
- 蒲道沢 (부도사와) - 오슈시 에사시타와라의 고아자
- 竈 (헷쓰이) - 오슈시 미즈사와사쿠라카와의 고아자
- 竈堂 (헷쓰이도) - 오슈시 미즈사와사쿠라카와의 고아자
- 堀通 (홋토오시) - 오슈시 이시와와카야나기의 고아자
- 前沢簾森 (마에사와미스모리) - 오슈시
- 迎下嵐江 (무카이오로세) - 오슈시 이시와와카야나기의 고아자
- 衣川葭ヶ沢 (고로모가와요시가사와) - 오슈시
- 四ツ𩗏 (요쓰나라이) - 오슈시 에사시야나가와의 고아자
- 鵜飼大緩 (우카이오다루미) - 다키자와시
- 鵜飼鰍森 (우카이카지카모리) - 다키자와시
- 鵜飼狐洞 (우카이키쓰네포라) - 다키자와시
- 卯遠坂 (우토자카) - 다키자와시
- 篠木苧桶沢 (시노기오보케자와) - 다키자와시
- 巣子 (스고) - 다키자와시
- 蓬立 (요무기다치) - 다키자와시
- 狼森 (오이노모리) - 이와테군 시즈쿠이시정
- 鶯宿 (오슈쿠) - 이와테군 시즈쿠이시정
- 梍 (사이카치) - 이와테군 시즈쿠이시정 나가야마의 고아자
- 砂壁 (샷카베) - 이와테군 시즈쿠이시정 우와노의 고아자
- 麁津田 (소쓰다) - 이와테군 시즈쿠이시정
- 盗森 (누스토모리) - 이와테군 시즈쿠이시정
- 漆真下 (우루시맛카) - 이와테군 구즈마키정 에카리의 고아자
- 上外川 (가미소데카와) - 이와테군 구즈마키정 에카리의 고아자
- 下外川 (시모소데카와) - 이와테군 구즈마키정 에카리의 고아자
- 中外川 (나카소데카와) - 이와테군 구즈마키정 에카리의 고아자
- 高家領 (고케로) - 이와테군 구즈마키정 에카리의 고아자
- 廻立 (맛타치) - 이와테군 구즈마키정 구즈마키의 고아자
- 欠 (갓케) - 이와테군 이와테정
- 蟹沢 (간자) - 이와테군 이와테정
- 栗田 (구리노키다) - 시와군 시와정 이나후지의 고아자
- 座比 (잣피) - 시와군 시와정 아카자와의 고아자
- 紫波 (시와) - 시와군 시와정
- 廿木 (하타후쿠) - 시와군 시와정 미나미히즈메의 고아자
- 祢宣地 (네게지) - 시와군 야하바정
- 愛宕川原 (아타고가와라) - 이사와군 가네가사키정 나가사카에의 고아자
- 五百津 (이오쓰) - 이사와군 가네가사키정 니시네의 고아자
- 唐攪 (가라카케) - 이사와군 가네가사키정 니시네의 고아자
- 小歩 (고아고) - 이사와군 가네가사키정 나가사카에의 고아자
- 九石 (사자라이시) - 이사와군 가네가사키정 나가사카에의 고아자
- 橇曳沢 (소리히키자와) - 이사와군 가네가사키정 니시네의 고아자
- 三ケ尻大皀道下 (미카지리오사이카치미치시타) - 이사와군 가네가사키정
- 鑓水 (야리미즈) - 이사와군 가네가사키정 니시네의 고아자
- 覆盆子 (이치고) - 니시이와이군 히라이즈미정 나가시마의 고아자
- 窟 (이와야) - 니시이와이군 히라이즈미정 히라이즈미의 고아자
- 髢石 (가쓰라이시) - 니시이와이군 히라이즈미정 히라이즈미의 고아자
- 竹汀 (다카기와) - 니시이와이군 히라이즈미정 히라이즈미의 고아자
- 畷畑 (우네하타) - 게센군 스미타정 세타마이의 고아자
- 大通 (다이노카요) - 게센군 스미타정 세타마이의 고아자
- 二度成木 (후타나기) - 게센군 스미타정 가미아리스의 고아자
- 上亰 (가미요시) - 가미헤이군 오쓰치정
- 吉里吉里 (기리키리) - 가미헤이군 오쓰치정
- 蕨打直 (와라비우치나) - 가미헤이군 오쓰치정 고즈치의 지구
- 轟木 (도도노키) - 시모헤이군 야마다정 오리카사의 고아자
- 安家 (앗카) - 시모헤이군 이와이즈미정
- 雷峠 (이카토게) - 시모헤이군 이와이즈미정 가도의 고아자
- 下町 (시모조) - 시모헤이군 이와이즈미정 오카와의 고아자
- 白土 (시란도) - 시모헤이군 이와이즈미정 이와이즈미의 고아자
- 氷渡 (스가와타리) - 시모헤이군 이와이즈미정 앗카의 고아자
- 礫 (쓰부테) - 시모헤이군 이와이즈미정 아나자와의 고아자
- 櫃取 (힛토리) - 시모헤이군 이와이즈미정
- 袰野 (호로노) - 시모헤이군 이와이즈미정
- 袰綿 (호로와타) - 시모헤이군 이와이즈미정
- 鈩 (야스리) - 시모헤이군 이와이즈미정 오모토의 고아자
- 野向 (얀고) - 시모헤이군 이와이즈미정 아나자와의 고아자
- 寄部 (욧페) - 시모헤이군 이와이즈미정
- 萩牛 (하규) - 시모헤이군 다노하타촌
- 堀内 (호리나이) - 시모헤이군 후다이촌
- 狄塚 (에즈카) - 구노헤군 가루마이정
- 百目金 (도메키) - 구노헤군 가루마이정
- 泥リ (누카리) - 구노헤군 가루마이정
- 級久保 (마다쿠보) - 구노헤군 가루마이정
- 悪津 (아구소) - 구노헤군 구노헤촌
- 小子内 (오코나이) - 구노헤군 히로노정
- 宿戸 (슈쿠노헤) - 구노헤군 히로노정 다네이치의 지구
- 泥濘 (누카리) - 구노헤군 히로노정 오노의 지구
- 戸類家 (헤루케) - 구노헤군 히로노정 다네이치의 지구
- 狼久保 (이누쿠보) - 니노헤군 이치노헤정 이즈루정의 고아자
- 傘木 (가라카사기) - 니노헤군 이치노헤정 고젠지의 고아자
- 小鳥谷 (고즈야) - 니노헤군 이치노헤정
- 過利石 (도카리이시) - 니노헤군 이치노헤정 도리고에의 고아자
- 野磯鶏 (노소케) - 니노헤군 이치노헤정 네소리의 고아자
- 平糠 (히라누카) - 니노헤군 이치노헤정
- 女鹿 (메가) - 니노헤군 이치노헤정
- 辺廻 (헤구리) - 니노헤군 이치노헤정
- 出ル町 (이즈루정) - 니노헤군 이치노헤정

### 미야기현
- 愛子 (아야시) - 센다이시 아오바구
- 霊屋下 (오타마야시타) - 센다이시 아오바구 (오타마야교)
- 上杉 (가미스기) - 센다이시 아오바구
- 掃部丁 (가몬초) - 센다이시 아오바구 (→가쿄인)
- 外記丁 (게키초) - 센다이시 아오바구 (→가미스기)
- 下辺田 (시모헤다) - 센다이시 아오바구
- 定義 (조게) - 센다이시 아오바구 (→오쿠라)
- 新伝馬町 (신텐정) - 센다이시 아오바구 (→주오)
- 西風側 (나라이가와) - 센다이시 아오바구
- 旅籠町 (하타고정) - 센다이시 아오바구 (→미야정)
- 半子町 (한코정) - 센다이시 아오바구 (→시헤이정)
- 神子町 (미코정) - 센다이시 아오바구 (→기정)
- 実沢 (사네자와) - 센다이시 이즈미구
- 将監 (쇼겐) - 센다이시 이즈미구
- 糺 (다다시) - 센다이시 이즈미구
- 七北田 (나나키타) - 센다이시 이즈미구
- 朴沢 (호자와) - 센다이시 이즈미구
- 小児 (고다마) - 센다이시 미야기노구
- 榴岡 (쓰쓰지가오카) - 센다이시 미야기노구
- 椌木通 (고라키도오리) - 센다이시 와카바야시구
- 志波町 (시와정) - 센다이시 와카바야시구
- 堰場 (도바) - 센다이시 와카바야시구
- 日辺 (닛페) - 센다이시 와카바야시구
- 六丁目 (로쿠초노메) - 센다이시 와카바야시구
- 秋保(아키우)  - 센다이시 다이하쿠구
- 大椴 (오모미) - 센다이시 다이하쿠구
- 本砂金 (모토이사고) - 센다이시 다이하쿠구
- 生出橋 (오이데교) - 센다이시 다이하쿠구
- 大塒町 (오토야정) - 센다이시 다이하쿠구
- 鈎取 (가기토리) - 센다이시 다이하쿠구
- 人来田 (히토키타) - 센다이시 다이하쿠구
- 茂庭 (모니와) - 센다이시 다이하쿠구
- 牛生町 (규정) - 시오가마시
- 塩竈 (시오가마) - 시오가마시
- 庚塚 (가노에즈카) - 시오가마시
- 芦畔町 (아시구로정) - 시오가마시
- 崩土地 (모에도지) - 게센누마시
- 鮪立 (시비타치) - 게센누마시
- 載鈎 (노세가키) - 게센누마시
- 五駄鱈 (곤다라)　- 게센누마시
- 色麻 (시카마) - 가미군 시카마정
- 越河 (고스고) - 시로이시시
- 不澄ヶ池 (스마즈가이케) - 시로이시시
- 網地島 (아지시마) - 이시노마키시
- 鹿又 (가노마타) - 이시노마키시
- 轟 (도도로) - 이시노마키시
- 長渡 (후타와타시) - 이시노마키시
- 渡波 (와타노하) - 이시노마키시
- 棟沢 (사이카쓰사와) - 나토리시
- 冷畑 (미즈하타) - 나토리시
- 愛島 (메데시마) - 나토리시
- 閖上 (유리아게) - 나토리시
- 鴇波 (도키나미) -  도메시
- 鰢台 (도도다이) - 도메시
- 迫 (하사마) - 도메시
- 左足 (고에다테) - 구리하라시
- 金成 (간나리) - 구리하라시
- 惣滑沢 (누카리사와) - 구리하라시
- 東名 (도나) - 히가시마쓰시마시
- 野蒜 (노비루) - 히가시마쓰시마시
- 桃生 (모노) - 히가시마쓰시마시, 이시노마키시
- 荒脛巾 (아라하바키) - 오사키시
- 李埣 (스모조네) - 오사키시
- 金五輪 (가나고린) - 오사키시
- 百々一 (도도이치) - 오사키시
- 楡木 (다마노키) - 오사키시
- 鬼首 (오니코베) - 오사키시
- 川渡 (가와타비) -　오사키시
- 遠刈田 (도오갓타) - 갓타군 자오정
- 七ヶ宿 (시치카슈쿠) - 갓타군 시치카슈쿠정
- 天炉 (아마호도) - 이구군 마루모리정
- 覆盆子原 (이치고하라) - 이구군 마루모리정
- 四重麦四 (요에무기욘) - 이구군 마루모리정
- 由縄坂 (요나자카) - 이구군 마루모리정
- 西歩沢 (사이카치자와) - 시바타군 시바타정
- 槻木 (쓰키노키) - 시바타군 시바타정
- カケス塒 (가케스토야) - 시바타군 무라타정
- 菅生 (스고) - 시바타군 무라타정
- 峩々 (가가) - 시바타군 가와사키정
- 逢隈 (오쿠마) - 와타리군 와타리정
- 百々 (도도) - 와타리군 와타리정
- 亦楽 (에키라쿠) - 미야기군 시치가하마정
- 菖蒲田浜招又 (쇼부타하마마네기마타) - 미야기군 시치가하마정
- 魚板 (마나이타) - 구로카와군 다이와정
- 不来内 (고즈나이) - 구로카와군 오사토정
- 彫堂 (에리도) - 도다군 미사토정
- 小牛田 (고고타) - 도다군 미사토정
- 中埣夘時前一 (나카조네보지마에이치) - 도다군 미사토정
- 中墫 (나카마마) - 도다군 미사토정
- 東風浜 (고쓰하마) - 오시카군 오나가와정
- 八沢川 (야사가와) - 센다이시 이즈미구

### 아키타현
- 西風沢 (앗치자와) - 아키타시
- 鴪坂 (우토사카) - 아키타시
- 鵐谷地 (시토토야치) - 아키타시
- 鳰崎 (니오자키) - 아키타시
- 茨島 (바라지마) - 아키타시
- 八橋 (야바세) - 아키타시
- 八橋鯲沼 (야바세도조누마) - 아키타시
- 淆渮溜 (유카루) - 아키타시
- 万町 (아라마치) - 노시로시
- 磐 (이와오) - 노시로시
- 太田面 (오타모테) - 노시로시
- 鰄淵 (가이라게후치) - 노시로시
- 川反町 (가와바타정) - 노시로시
- 槐 (사이카치) - 노시로시
- 塩干田 (시오카라다) - 노시로시
- 芝童森 (시도모리) - 노시로시
- 高塙 (다카하나) - 노시로시
- 竹生 (다코) - 노시로시
- 鳥矢場 (도야바) - 노시로시
- 外割田 (도와리다) - 노시로시
- 滑良子川端 (나메라코카와바타) - 노시로시
- 荷八田 (니하타) - 노시로시
- 機織轌ノ目 (하타오리소리노메) - 노시로시
- 腹鞁ノ沢 (하라가이노사와) - 노시로시
- 比八田 (히하타) - 노시로시
- 吹越 (훗코시) - 노시로시
- 古川布 (후루카와시키) - 노시로시
- 朴瀬 (호노키세) - 노시로시
- 松長布 (마쓰나가시키) - 노시로시
- 新処 (아라토코로) - 요코테시
- 傾城塚 (게이세이즈카) - 요코테시
- 狙半内 (사루한나이) - 요코테시
- 剰水 (세세나기) - 요코테시
- 樋脇 (도요와키) - 요코테시
- 乗阿気 (노리아게) - 요코테시
- 婦気大堤 (후케오즈쓰미) - 요코테시
- 大葛 (오쿠조) -  오다테시
- 四羽出 (시노하이) - 오다테시
- 馬喰町 (바쿠로정) - 오다테시
- 部垂町 (헤타레정) - 오다테시
- 八幡沢岱 (하치만사와타이) - 오다테시
- 鐙田 (아부미덴) - 유자와시
- 御囲地町 (오카치정) - 유자와시
- 筬ノ目 (오사노메) - 유자와시
- 頭首沢 (고베사와) - 유자와시
- 迯ケ沢 (니가이가사와) - 유자와시
- 五十土 (이카즈치) - 유리혼조시
- 内越 (우테쓰) - 유리혼조시
- 大凹 (오히도) - 유리혼조시
- 大浦 (오라) - 유리혼조시
- 木在 (기사라) - 유리혼조시
- 下地ヶ沢 (게지가사와) - 유리혼조시
- 笹子 (지네고) - 유리혼조시
- 雪車町 (소리정) - 유리혼조시
- 二十六木 (도도로키) - 유리혼조시
- 直根 (히타네) - 유리혼조시
- 及位 (노조키) - 유리혼조시
- 葎沢 (무구라사와) - 유리혼조시
- 笑内 (오카시나이) - 기타아키타시
- 象潟 (기사카타) - 니카호시
- 金浦 (고노우라) - 니카호시
- 西馬音内 (니시모나이) - 오가치군 우고정

### 야마가타현
- 七日町 (나누카정 또 나노카정) - 야마가타시
- 旅籠町 (하타고정) - 야마가타시
- 温海 (아쓰미) - 쓰루오카시
- 五十川 (이라가와) - 쓰루오카시
- 遠賀原 (오가와라) - 쓰루오카시
- 押口 (오세구치) - 쓰루오카시
- 堅苔沢 (가타노리자와) - 쓰루오카시
- 葈畑 (가라무시바타케) - 쓰루오카시
- 九百瓩 (규햐쿠키로) - 쓰루오카시
- 転目木 (구리메키) - 쓰루오카시
- 七五三掛 (시메카케) - 쓰루오카시
- 青龍寺 (쇼류지) - 쓰루오카시
- 茅原 (지와라) - 쓰루오카시
- 手向 (도게) - 쓰루오카시
- 外内島 (도노지마) - 쓰루오카시
- 鼠ヶ関 (네즈가세키) - 쓰루오카시
- 茨新田 (바라신덴) - 쓰루오카시
- 一日市通 (히토이치도오리) - 쓰루오카시 (→혼정, 쇼와정)
- 文下 (호다시) - 쓰루오카시
- 矢馳 (야바세) - 쓰루오카시
- 無音 (요바라즈) - 쓰루오카시
- 早田 (와사다) - 쓰루오카시
- 鵜渡川原 (우도가와라) - 사카타시 (→주리즈카)
- 生石 (오이시) - 사카타시
- 柏谷沢 (가시야자와) - 사카타시
- 古荒新田 (고아라신덴) - 사카타시
- 砂越 (사고시) - 사카타시
- 注連石 (스미이시) - 사카타시
- 局局 (쓰보네쓰보네) - 사카타시
- 棘田 (바라다) - 사카타시
- 茨野新田 (바라노신덴) - 사카타시
- 遊摺部 (유스루베) - 사카타시
- 四つ興野 (요쓰고야) - 사카타시
- 転坂 (우도자카) - 신조시
- 寒河江 (사가에) - 사가에시
- 一日町 (히토카정) - 히가시네시
- 山刀伐 (나타기리) - 오바나자와시
- 梨郷 (린고) - 난요시
- 海味 (가이슈) - 니시무라야마군 니시카와정
- 左沢 (아테라자와) - 니시무라야마군 오에정
- 及位 (노조키) - 모가미군 마무로가와정
- 猪子 (이노코) - 히가시타가와군 미카와정
- 高豆蒄 (고즈쿠) - 히가시타가와군 미카와정
- 莅 (노조키) - 히가시타가와군 미카와정
- 潴 (미즈마) - 히가시타가와군 미카와정
- 主計田 (가즈이다) - 히가시타가와군 쇼나이정

### 후쿠시마현
- 蝦貫 (에조누키) - 후쿠시마시
- 信夫山 (시노부야마) - 후쿠시마시
- 微温湯 (누루유) - 후쿠시마시
- 寄合水 (세세라기) - 후쿠시마시
- 一箕 (잇키) - 아이즈와카마쓰시
- 神指 (고자시) - 아이즈와카마쓰시
- 七日町 (나누카마치) - 아이즈와카마쓰시
- 飯寺 (니이데라) - 아이즈와카마쓰시
- 安積 (아사카) - 고리야마시
- 芋浸場 (오시테바) - 고리야마시
- 河内 (고즈) - 고리야마시
- 燧田 (히우치다) - 고리야마시
- 内郷綴町 (우치고쓰즈라마치) - 이와키시
- 金成 (가나리) - 이와키시
- 神下 (가노리) - 이와키시
- 神谷 (가베야) - 이와키시
- 嘉睦家 (가무카) - 이와키시
- 塊坪 (구레쓰보) - 이와키시
- 扱屋 (고마야) - 이와키시
- 差塩 (사이소) - 이와키시
- 旅人 (다비우도) - 이와키시
- 仲間町 (주겐정) - 이와키시
- 勿来 (나코소) - 이와키시
- 荷路夫 (니치부) - 이와키시
- 羊栖平 (히지키다이라) - 이와키시
- 馬上 (모에) -　이와키시
- 諸荷 (모로니) -  이와키시
- 笈川 (오이카와) - 기타카타시
- 一竿 (이치우) - 기타카타시
- 諷坂 (우쓰사카) - 시라카와시
- 双石 (구라베이시) - 시라카와시
- 合戦坂 (고센자카) - 시라카와시
- 外面 (도즈라) - 시라카와시
- 疣石 (이보이시) - 소마시
- 小田原 (고다노하라) - 소마시
- 百槻 (도즈키) - 소마시
- 日下石 (닛케시) - 소마시
- 柚木 (유누키) - 소마시
- 椎木 (시이노키) - 소마시
- 本笑 (모토와로) - 소마시
- 枦内 (우즈기이치) - 다무라시
- 諷土 (우도쓰치) - 다무라시
- 轟渕 (오토로부치) - 다무라시
- 神俣 (간마타) - 다무라시
- 拾貫内 (지코치) - 다무라시
- 鐙摺石 (오부즈리이시) - 니혼마쓰시
- 百目木 (도메키) - 니혼마쓰시
- 江井 (에네이) - 미나미소마시
- 橲原 (지사하라) - 미나미소마시
- 雫 (시도케) - 미나미소마시
- 深野 (후코노) - 미나미소마시
- 米々沢 (메메자와) - 미나미소마시
- 楮畑 (갓파타케) - 다테시
- 禹父山 (구후잔) - 다테시
- 雪車町 (소리마치) - 다테시
- 不羈拗 (후키오) - 다테시
- 水滴 (미쓰타리) - 다테시
- 狸首岡 (리슈코) - 다테시
- 霊山 (료젠) - 다테시
- 懸鉄 (간카네) - 모토미야시
- 桑折 (고오리) - 다테군 고오리정
- 伊達崎 (단자키) - 다테군 고오리정
- 五木内 (자쿠지) - 다테군 가와마타정
- 罫乾壇 (게겐단) - 아다치군 오타마촌
- 餉沢分 (가루이사와부) - 야마군 이나와시로정
- 鼡ヶ平 (소가토) - 야마군 이나와시로정
- 百目貫 (도메키) - 야마군 이나와시로정
- 隕下 (돗타리) - 야마군 이나와시로정
- 塔の岪 (도노헤쓰리) - 미나미아이즈군 시모고정
- 木賊 (도쿠사) - 미나미아이즈군 미나미아이즈정
- 藤生 (도뉴) - 미나미아이즈군 미나미아이즈정
- 柳津 (야나이즈) - 가와누마군 야나이즈정
- 行 (나노) - 오누마군 아이즈미사토정
- 愽目貫 (바쿠메키) - 오누마군 아이즈미사토정
- 関和久 (세키와구) - 니시시라카와군 이즈미자키촌
- 踏瀬 (후마세) - 니시시라카와군 이즈미자키촌
- 甲子高原 (가시 고지대) - 니시시라카와군 니시고촌
- 鶴生 (쓰류) - 니시시라카와군 니시고촌
- 大和久 (오와구) - 니시시라카와군 야부키정
- 八幡町 (하치만정) - 니시시라카와군 야부키정
- 塙 (하나와) - 히가시시라카와군 하나와정
- 大垬 (오누카리) - 히가시시라카와군 야마쓰리정
- 轡取 (구쓰와토리) - 이시카와군 이시카와정
- 猫啼温泉 (네코나키 온천) - 이시카와군 이시카와정
- 蒜生 (히류) - 이시카와군 다마카와촌
- 鴇子 (도노코) - 이시카와군 히라타촌
- 躰田 (무쿠로다) - 이시카와군 히라타촌
- 竹貫 (다카누키) - 이시카와군 후루도노정
- 雁股田 (가리만다) - 다무라군 오노정
- 舞木 (모기) - 다무라군 미하루정, 고리야마시
- 葛尾 (가쓰라오) - 후타바군 가쓰라오촌
- 赤宇木 (아코기) - 후타바군 나미에정
- 塩浸 (시오비테) - 후타바군 나미에정
- 数嶮洞 (스켄토) - 후타바군 나미에정
- 小塙 (고바나) - 후타바군 나라하정
- 古駅 (후루주쿠) - 후타바군 나라하정
- 鴻草 (고노쿠라)- 후타바군 후타바정
- 両竹 (모로타케) - 후타바군 후타바정
- 麦撫 (무기쓰키) - 소마군 이타테촌